# Крън (крепост)
Крънската крепост е средновековна българска крепост, намирала се северно от днешния град Крън, община Казанлък.
Разположена е на източното скалисто възвишение в началото на тясна клисура, наречено „Калето“. Вероятно през Античността крепостта и населеното място са носили името Мезидеве. Споменава се в Дубровнишката грамота на цар Иван Асен II като център на административна област – „Крънска хора“. Към края на 13 век крепостта и околните земи са предадени като зестра на деспот Алдимир от цар Смилец.

## Описание и исторически сведения
Крепостта Крън е разположена върху скалист масив с надморска височина 940 m. по южния скат на Стара планина. На запад от нея тече Селската река (Дереазлъ). В миналото е контролирала едновременно пътя, пресичащ Казанлъшкото поле и този от Търновград към Пловдив и Боруй. Заемала е площ от около 9 дка, като е била изградена към края на VII или началото на VIII век върху останките на византийско селище.
От западната и северната страна крепостта е била естествено защитена от непристъпни скални брегове, спускащи се към реката с височина до 50 – 60 метра. От изток, юг и запад е съществувала крепостна стена с широчина 1,50 до 1,80 m. По протежението си е била усилена с бойни кули. Терасата, на която е построена крепостта е наклонена на юг. На няколко места са запазени части от крепостта, а останките от зидовете са на около метър над земята. Има голям резервоар, който е захранван от водоизточник от планинските склонове. При полагане на тръбите на глинения водопровод в скалите е бил изрязан улей, който и днес може да бъде наблюдаван.
На срещуположен скат в местността „Градовете“ е съществувала по-малка сателитна крепост с площ около 4 дка. В подножието на Крънската крепост в местността „Кърни“ е съществувало средновековно селище. Вероятно това е било укрепено предградие на крепостта. Основната и по-малката крепост са включени като паметници на културата с национално значение.
По време на турското нашествие 1370 – 1374 г. Крънската твърдина е превзета и разрушена. Оцелелите жители основават в съседство селище, чийто наследник е град Шипка

## Легенда за превземане от турци
При навлизането на османските войски в Казанлъшкото поле населението от околността се скрило в крепостта. При обсадата на Крънската твърдина турците успели да прекъснат водопровода към нея. Бързо наличното количество вода се изчерпало. Обсадените решават да отворят вратите при пълнолуние, като пуснат стара жена да се опита да донесе малко вода. Предател обаче издава намеренията на турците. През уречената нощ турците успяват да се приближат до източната врата и да измамят българите. Върху рогата на стадо кози закрепват горящи свещи. Подкарват ги от източното дере нагоре към крепостта, като създават впечатление на изгряващ полумесец. Като забелязали светлината, обсадените жители решили, че луната изгрява. Така отварят портата, а скритите турци нахлуват и превземат крепостта. Голяма част от защитниците на крепостта били изклани на място. Други са съсечени в първия дол на източната страна. Дълго след това в него се търкаляли купища кости. Затова днес той носи името „Кимикев дол“ (от кимик – кост).